# Дламини, Максвелл
Максвелл Дламини (англ. Maxwell Dlamini) — эсватинский общественный и политический деятель. Генеральный секретарь «Свазилендского молодёжного конгресса» (SWAYOCO), молодёжной организации запрещённой оппозиционной партии «Объединённое народное демократическое движение» (PUDEMO). Бывший президент Совета представителей студентов Университета Свазиленда.

## Биография
Во время так называемого «Восстания 12 апреля» 2011 года в Свазиленде он и его товарищ-активист Муса Нгубени были арестованы по ложному обвинению в хранении взрывчатки в соответствии с разделами 8 и 9 Закона Свазиленда о взрывчатых веществах № 4 от 1961 года. По имеющимся данным, их обоих пытали, а затем им было отказано в освобождении под залог. Они были заключены в следственный изолятор Манзини.
Датской НПО Africa Contact, британской НПО ACTSA и британским Национальным союзом студентов была инициирована международная кампания за их освобождение. Среди прочего, её поддержала Международная конфедерация профсоюзов.
В ноябре 2011 года Максвелл Дламини был номинирован на Студенческую премию мира 2013 года, а в январе 2012 года — на премию Frontline Defenders Award 2012 года для правозащитников, находящихся в опасности. В 2013 году он получил студенческую активистскую награду Всеафриканского союза студентов за его «роль в студенческих движениях Свазиленда и Африки».
Максвелл Дламини и Муса Нгубени были освобождены под залог 20 декабря 2011 года. Залог был установлен в размере 50 000 рандов — на самом высоким уровне в истории страны. Деньги на залог были собраны его отцом, Нимродом Дламини, а также местными и международными движениями солидарности.
Максвелл Дламини вновь был арестован 23 апреля 2013 года в связи с митингом SWAYOCO 19 апреля в Мбабане. Максвеллу было предъявлено обвинение по двум пунктам в подстрекательстве к мятежу. 
Он был освобождён под залог во второй раз 5 июня 2013 года, но вновь арестован на первомайском митинге 1 мая 2014 года вместе с лидером PUDEMO Марио Масуку, предположительно за критику монарха и властей Свазиленда в своих речах.
4 сентября 2014 года Максвелл Дламини был оправдан по обвинению 2011 года в нарушении Закона Свазиленда о взрывчатых веществах, но оставался под стражей по двум другим обвинениям в подстрекательстве к мятежу (за организацию кампании бойкота во время выборов 2013 года в Свазиленде) и терроризме (за критику правительства и короля Свазиленда). От дальнейшего преследования Дламини и Масуку спасла только очередная международная кампания солидарности.